# Katrine Grünfeld
Katrine Grünfeld (født 1968 i Aarhus) dansk forfatter, cand.mag. i psykologi og litteratur 1998 fra RUC. Debuterede i 2008 med romanen Mindre pletter. Katrine Grünfeld er støttet af Statens kunstfond og Statens kunstråd.
Hun er medlem af Pen, Dansk Forfatterforening, sidder i styregruppen for DLI (Den litterære institution), er medlem af kunstnergruppen POLAK og sidder i bestyrelsen for Poul og Karen M. Engell´s Fond.
Katrine Grünfeld, der bor på Nørrebro i København, er, sammen med filminstruktør og billedkunstner Sidse Carstens, direktør for Salon Valerie Galner

## Udgivelser
| Titel                     | Genre | År   | Forlag    | ISBN               |
| ------------------------- | ----- | ---- | --------- | ------------------ |
| Mindre pletter            | roman | 2008 | Gyldendal | ISBN 9788702069150 |
| Sommerferie               | roman | 2010 | Gyldendal | ISBN 9788702089998 |
| Et hjem i Mørke           | roman | 2012 | Gyldendal | ISBN 9788702121285 |
| Stormskader               | roman | 2015 | Gyldendal | ISBN 9788702174175 |
| Værelse samlet af kvinder | roman | 2021 | Grif      | ISBN 9788793980242 |

|  |  |  |  |
|  |  |  |  |
|  |  |  |  |